# Jemma Dallender
Jemma Dallender (geb. 4. Juni 1988 in Portsmouth) ist eine britische Schauspielerin. Bekannt wurde sie 2013 für ihre Hauptrolle in dem Vergewaltigungsdrama I Spit on Your Grave 2.

## Leben
Dallender erwarb einen Musiktheaterabschluss an der Arts Educational School (ArtsEd) in West London.
Dallender gab ihr Fernsehdebüt 2012 in der Channel 4-Seifenoper Hollyoaks. 2013 folgte ihre erste Hauptrolle in I Spit on Your Grave 2 (2013). Es folgten Film- und Fernsehauftritte, ihr Schaffen umfasst rund 20 Produktionen.

## Filmographie (Auswahl)
- 2012: Hollyoaks (Fernsehserie, 3 Folgen)
- 2012: Community
- 2013: I Spit on Your Grave 2
- 2013: Taken: The Search for Sophie Parker (Fernsehserie)
- 2014: Casualty (Fernsehserie, 1 Folge)
- 2014: The Mirror
- 2015: I Live with Models (Fernsehserie, 1 Folge)
- 2016: Contract to Kill
- 2017: Pop Music High (Fernsehserie, 4 Folgen)
- 2017: Tails of the Blue (Fernsehserie, 2 Folgen)
- 2018: The Executioners
- 2018: Armed
- 2018: Daddy's Girl
- 2018: TactiCOOL Reloads (Kurzfilm)
- 2019: Disappearance
- 2020: Strain 100